# ユニバーサル・スタジオ・ジャパン
ユニバーサル・スタジオ・ジャパン（英: Universal Studios Japan、通称：英: USJ）は、日本の大阪府大阪市此花区にあるテーマパーク。
米国のNBCユニバーサル（コムキャスト傘下）のテーマパーク部門であるユニバーサル・デスティネーションズ&エクスペリエンシズが運営しており、世界に5か所あるユニバーサル・スタジオ・テーマパークのひとつである。2017年以降はNBCユニバーサルが完全に所有・運営している。また、米国以外で初めて開業したユニバーサル・スタジオ・テーマパークでもある。

## 概説

### パーク概要
ハリウッド映画の世界を体験できるテーマパークとして2001年3月31日に開業した。ユニバーサル・ピクチャーズで数多くの作品を手がけたスティーヴン・スピルバーグとユニバーサル・クリエイティブが、パークのクリエイティブ総監督を務めている。
運営は合同会社ユー・エス・ジェイが担っている。設立当初、ユー・エス・ジェイには大阪市が出資していたが、2005年にゴールドマン・サックス証券へのリファイナンスを実施し、以降は民間の経営体制となった。ユニバーサル・スタジオ社が手がけるテーマパークとしては「ユニバーサル・スタジオ・ハリウッド」、「ユニバーサル・オーランド・リゾート」に次ぐ3か所目であり、米国外では初めての開業となった。

### 入場者数の変化
ユニバーサル・スタジオ・ジャパンは、2016年度を最後に来場者数を公式には公表していない。しかし、「TEA/AECOM 2022 Theme Index and Museum Index」によると、2022年度の推定入場者数は1,235万人であった。これは、マジック・キングダム（ウォルト・ディズニー・ワールド・リゾート）、ディズニーランド（ディズニーランド・リゾート）に次ぐ世界第3位の記録であり、世界にあるユニバーサル・テーマパークの中では最も多い。
開業初年度の2001年度には1,102万9,000人が来場し、当時、世界で最も早く年間1,000万人を達成した。その後の来場者数は年間800万人程度で推移していたが、開業10周年を迎えた2011年度には、さまざまなイベントを実施したことが好調の要因となり、880万人を記録した。2012年6月には年間スタジオ・パスの所有者数が70万人に達し、同年度の来場者数は前年を上回る975万人となり、1,000万人に迫る勢いを見せた。さらに、2012年10月29日には、開業以来の累計来場者数が1億人を突破した。
2013年度には、2014年3月19日に2度目となる年間来場者数1,000万人を達成し、最終的に1,050万人を記録した。2012年3月にオープンした家族向けエリア『ユニバーサル・ワンダーランド』や、2017年4月に開業した『ミニオン・パーク』は、多くの家族連れの来場につながった。
近年は、世界的に人気のあるアニメやゲームとのコラボレーション 、およびイースター、サマー、ハロウィーン、クリスマスといった季節イベントを積極的に導入している。
2014年7月15日には、『ハリー・ポッター』シリーズをテーマにしたエリア『ウィザーディング・ワールド・オブ・ハリー・ポッター』がオープン。同年、開業以来初の公式テーマソングとしてSMAPの「Amazing Discovery」を起用した。さらに、2015年2月20日には、開業初年度の記録である年間最多来場者数1,102万9,000人を、年度終了まで39日を残して更新した。

### パーク登場映画・作品
ユニバーサル・スタジオ・ジャパンには、マスコットキャラクターである「ウッディー・ウッドペッカー」をはじめ、「セサミストリート」や「ピーナッツ」、「ハローキティ」などの人気キャラクターが登場している。2011年の開業10周年には、セサミストリートの新キャラクター「モッピー」が仲間入りした。さらに、2014年に『ウィザーディング・ワールド・オブ・ハリー・ポッター』のオープンに伴い『ハリー・ポッター』シリーズが加わり、2017年には「ミニオン」が登場した。
パーク内には、ユニバーサル・ピクチャーズが配給する映画をテーマにしたアトラクションが数多く導入されているが、それ以外にも同社以外が手がけた作品をテーマにしたアトラクションも存在する。また、『スペース・ファンタジー・ザ・ライド』のようなパークオリジナルの作品も展開されている。

## 沿革

### 2000年代以前
1980年代後半、米国のミュージック・コーポレーション・オブ・アメリカ（MCA）は日本でのテーマパーク建設を検討し、新日本製鐵（現：日本製鉄）と協力して千葉県君津市や北九州市を候補地として挙げた。1990年には、堺市にある新日本製鐵の所有地が有力候補となったものの交渉がまとまらず破談し、これを聞きつけた大阪市が大正区鶴町への誘致を試みたが決裂。交渉日の夜に大阪市が緊急会議を開いたところ「桜島地区はどうか」という声が上がったことから大阪市幹部が急遽、翌日帰国する予定だったMCA幹部の泊まるホテルを訪れ、帰国を延期して桜島を視察するように頼み込んだ。これに応えたMCA側の視察の結果、大阪市此花区桜島地区が候補地に決定され、具体的な検討が開始された。
1994年1月、大阪市此花区への建設が正式に決定し、同年12月27日に大阪ユニバーサル企画株式会社が設立された。1995年3月29日、USJの建設を中核とする「此花西部臨海地区土地区画整理事業」が都市計画決定、同年8月7日には事業計画が決定した。1996年2月には、米国法人エムシーエー・インク（現：ユニバーサル・スタジオ・インク）と、ユニバーサル・スタジオ・ジャパンの企画、建設、運営に関する契約を締結。同年3月13日には事業会社として株式会社ユー・エス・ジェイが設立された。
これと並行し大阪府は日立造船に桜島工場の移転を要請した他、桜島線の線路移転に向けてJR西日本と協定を結ぶなどして、建設地を確保した。
1998年3月、ユニバーサル・グループ各社と正式にライセンス契約を締結し、同年5月には完成予想模型と導入予定のアトラクション18種類を発表した。同年10月28日に起工式が行われ、俳優アーノルド・シュワルツェネッガーらが出席した。
2001年3月31日、ユニバーサル・スタジオ・ジャパンがグランドオープンを迎え、初年度の来場者数は1,103万人を記録した。

### 2002年 - 2004年
2002年4月には、パーク内の案内ボードがLED式の電光掲示板に変更され、同月27日からは「ハリウッド・プレミア・パレード」がスタートした。2003年4月には「セサミストリート4-Dムービーマジック」と「シュレック4-Dアドベンチャー」が相次いで導入され、2004年1月には「アメイジング・アドベンチャー・オブ・スパイダーマン・ザ・ライド」がオープン。7月にはGLAYのデビュー10周年記念イベントが開催され、1日で10万人を動員した。

### 2005年 - 2007年
2005年3月、「スヌーピー・アクション・ステージ」が登場し、4月には「ハッピー・ハーモニー・セレブレーション」がスタートした。2006年には「ピーターパンのネバーランド」や「ランド・オブ・オズ」が導入され、11月には累計入場者数が5,000万人を突破した。2007年3月にはジェットコースター型アトラクション「ハリウッド・ドリーム・ザ・ライド」が導入され、同年6月には映画『シュレック 3』の特別イベントが開催された。

### 2008年 - 2010年
2008年3月、「ファンタスティック・ワールド」が登場し、同年10月には「ユニバーサル・ワンダー・ハロウィーン」が開催された。2009年には、コーポレート・パートナーとして株式会社ベネッセコーポレーションと提携を締結。2010年3月には、屋内型コースター「スペース・ファンタジー・ザ・ライド」が導入され、7月には「ワンピース・プレミアショー」が開催された。

### 2011年 - 2014年
2011年3月、開業10周年を迎え、「セサミストリート」の新キャラクター「モッピー」が登場。同年夏には「モンスターハンター・ザ・リアル」が期間限定で実施された。2012年3月には家族向けエリア『ユニバーサル・ワンダーランド』がオープンし、同年10月には累計来場者数が1億人を突破した。2014年7月15日には、『ウィザーディング・ワールド・オブ・ハリー・ポッター』がオープンし、大きな注目を集めた。

### 2015年 - 2017年
2015年にはNBCユニバーサルが51%の株式を取得し、筆頭株主となった。同年3月、『ミニオン・プラザ』が登場し、7月には「妖怪ウォッチ・ザ・リアル」が初登場した。2016年には開業15周年を迎え、フライング型コースター「ザ・フライング・ダイナソー」が導入された。2017年には『ミニオン・パーク』がオープンし、年間入場者数が1,390万人を記録した。

### 2018年 - 2020年
2018年3月、「ハリー・ポッター・アンド・ザ・フォービドゥン・ジャーニー」がリニューアルされ、映像技術が向上。同年7月には「プレイング・ウィズおさるのジョージ」がスタートした。2020年には、新型コロナウイルス感染拡大の影響で2月末から6月初旬まで臨時休園を実施した。再開後は感染防止策を講じつつ、夏には「『STAND BY ME ドラえもん 2』 XRライド」が開催された。

### 2021年 - 2024年
2021年3月、『スーパーマリオ』シリーズの世界を再現したエリア『スーパー・ニンテンドー・ワールド』がオープン。2022年には、アニメ『鬼滅の刃』とのコラボレーションが話題となり、XRライドやレストランが導入された。2023年3月には、『NO LIMIT! パレード」』を開催。2024年には、『ドンキーコング・カントリー』のエリアが『スーパー・ニンテンドー・ワールド』に加わり、さらに「名探偵コナン 4-D ライブ・ショー 〜星空の宝石〜」も新たに導入された。

### 2025年 - 現在
2025年6月には現社長CEOのJLボ二エ氏から現執行役員副社長CMOの村山卓氏に変更された。同年7月、「ミニオンパーク」を拡張し「ミニオン・ハチャメチャ・ミッション ～大悪党への道～」が導入されたほか、「ワンピース・プレミア・サマー 2025」も開催された。同年9月には『ハロウィーン・イベント 2025』も開催される。パークでは初めてとなる「King Gnu」とコラボした音楽で『ゾンビ・デ・ダンス』が開催される。

### エリア
- スーパー・ニンテンドー・ワールド（2021年3月18日 - ）
- ウィザーディング・ワールド・オブ・ハリー・ポッター（2014年7月15日 - ）
- ミニオン・パーク（2017年4月21日 - ）
- ユニバーサル・ワンダーランド（2012年3月16日 - ）
- ハリウッド・エリア
- ニューヨーク・エリア
- サンフランシスコ・エリア
- ジュラシック・パーク
- アミティ・ビレッジ
- ウォーターワールド

## 年間来場者数とスローガン
ユニバーサル・スタジオ・ジャパンの年間来場者数とスローガンの推移は以下の通りである。
| 年度   | 来場者数  | スローガン（カンパニーメッセージ）                | スローガン（カンパニーメッセージ）                |
| ------ | --------- | ------------------------------------------------- | ------------------------------------------------- |
| 2001年 | 1,102万人 | THE POWER OF HOLLYWOOD                            | THE POWER OF HOLLYWOOD                            |
| 2002年 | 764万人   | THE POWER OF HOLLYWOOD                            | THE POWER OF HOLLYWOOD                            |
| 2003年 | 989万人   | 映画の世界に飛びこもう                            | 映画の世界に飛びこもう                            |
| 2004年 | 810万人   | 映画の世界に飛びこもう                            | 映画の世界に飛びこもう                            |
| 2005年 | 831万人   | キャラクターワンダーイヤー                        | キャラクターワンダーイヤー                        |
| 2006年 | 870万人   | 物語は、ここで生まれ変わる                        | 物語は、ここで生まれ変わる                        |
| 2007年 | 864万人   | DREAM                                             | DREAM                                             |
| 2008年 | 814万人   | FANTASTIC                                         | FANTASTIC                                         |
| 2009年 | 800万人   | 輝き                                              | 輝き                                              |
| 2010年 | 816万人   | SPACE FANTASY                                     | SPACE FANTASY                                     |
| 2011年 | 880万人   | パーク史上最大、最高のハッピー・サプライズ!       | パーク史上最大、最高のハッピー・サプライズ!       |
| 2012年 | 975万人   | 世界最高を、お届けしたい。                        | 世界最高を、お届けしたい。                        |
| 2013年 | 1,060万人 | 世界最高を、お届けしたい。                        | 世界最高を、お届けしたい。                        |
| 2014年 | 1,270万人 | 世界最高を、お届けしたい。                        | 世界最高を、お届けしたい。                        |
| 2015年 | 1,390万人 | 世界最高を、お届けしたい。                        | 世界最高を、お届けしたい。                        |
| 2016年 | 1,460万人 | RE -BOOOOOOOORN! さぁ、やり過ぎよう。生き返ろう。 | RE -BOOOOOOOORN! さぁ、やり過ぎよう。生き返ろう。 |
| 2017年 | 1,493万人 | 世界最高を、お届けしたい。                        | やりすぎ限界突破‼︎                                 |
| 2018年 | 1,430万人 | 世界最高を、お届けしたい。                        | 熱狂スパイラル‼︎                                   |
| 2019年 | 1,460万人 | 世界最高を、お届けしたい。                        |                                                   |
| 2020年 | 490万人   | NO LIMIT!                                         |                                                   |
| 2021年 | 550万人   | NO LIMIT!                                         | 人類を超元気に!                                   |
| 2022年 | 1,235万人 | NO LIMIT!                                         | ぶっとべ!ここは超元気特区                         |
| 2023年 | 1,600万人 | NO LIMIT!                                         | ぶっとべ!ここは超元気特区                         |
| 2024年 | 不明      | NO LIMIT!                                         | ぶっとべ!ここは超元気特区                         |

2017年以降、公式からの年間来場者数の発表は行われていないが、Themed Entertainment Association（THA）の発表によると、2022年度の来場者数は1,235万人で、新型コロナウイルス感染症の流行前の水準に戻った。この年の来場者数ランキングでは、世界のテーマパークで第3位、日本国内のテーマパークでは東京ディズニーランドを上回る第1位を記録した。
2023年度には、過去最多となる1,600万人の来場者数を達成し、前年度比で30%の増加となった。

## チケットの種類
ユニバーサル・スタジオ・ジャパンでは、さまざまなニーズに対応した複数のチケットが販売されている。以下にその種類と概要を示す。

### スタジオ・パス（入場券）

#### 1日券
- 1デイ・スタジオ・パス：1日有効の通常の入場券。
- 障がい者向け割引スタジオ・パス：障がい者手帳を所持している来場者を対象とした割引パス。
- バースデー・1デイ・パス／2デイ・パス：Clubユニバーサル会員限定の誕生日割引チケット
- 4歳バースデー・インビテーション・パス：Clubユニバーサル会員限定で4歳の誕生日を祝うための特別パス。
- 除外日割引1デイ・スタジオ・パス：年間パスの除外日専用の割引チケット。
- グループ・スタジオ・パス：団体向けの割引入場券。
- スクール・スタジオ・パス：学校団体向けの特別入場券。
- トワイライト・パス：午後3時以降に入場できるチケット。
- 関西NO LIMIT! パス:関西二府四県に在住の来場者が購入できる割引パス

#### 複数日券
- 1.5デイ・スタジオ・パス：1日目は午後3時以降、2日目は終日有効。
- 2デイ・スタジオ・パス：2日間連続で有効。

### 年間パス
年間を通じて入場可能（除外日や特別営業日を除く）。特典として同伴者のスタジオ・パス割引、駐車料金の割引、メールニュースの購読が含まれる。
- ユニバーサル・プライム年間パス・スタンダード：年間約90日の除外日があり、除外日は割引チケットの購入が可能[76]
- ユニバーサル・プライム年間パス・グランロイヤル：除外日がなく、更新割やイベントの先行招待などの特典が付与される[76]。

### 年間スタジオ・パス・プラス
2014年3月に導入された、クレジット機能付きの年間パス。満18歳以上（高校生除く）が対象で、年間のショッピング利用額に応じてパーク貸し切りイベントなどの特典を受けられる。

### ユニバーサル・エクスプレス・パス
待ち時間を短縮し、パレードの鑑賞エリアを確保するためのパス。通年販売と期間限定販売がある。
- ユニバーサル・エクスプレス・パス〜プレミアム〜：すべての対象アトラクションを1回ずつ利用可能。
- ユニバーサル・エクスプレス・パス 7：7つのアトラクションを選んで利用可能。
- ユニバーサル・エクスプレス・パス 4：4つのアトラクションを選んで利用可能。

### ユニバーサル VIP エクスペリエンス

#### ユニバーサル VIP エクスペリエンス・グループ・ツアー～スーパー・ニンテンドー・ワールド™～
専属ガイドがパーク内を案内し、豆知識を交えながらアトラクションを効率的に楽しめるツアー。1日券は別途必要。
- ツアー参加者専用の特別入口から入場可能。
- 人気アトラクションへの優先案内やラウンジの利用が含まれる。

#### ユニバーサル VIP エクスペリエンス・グループ・ツアー【キッズ・アドベンチャー】～スーパー・ニンテンドー・ワールド™～
子ども向けの特別ツアー。ガイド付きで楽しめるアトラクションに加えて、オリジナル・クイズラリーやキノピオ・カフェ™への優先案内がある。

#### プライベートツアー（5時間／8時間）
希望に合わせて体験プランをカスタマイズできる特別なツアー。シーズナルイベントやアトラクションへの優先案内、専用レストランでの食事が含まれる。

#### その他のチケット
- グリーティング・フォト時間予約券：「ミニオン」や「スヌーピー」との写真撮影を事前予約できる券[78]。

ミニオン、スヌーピーと写真が撮れる施設「フォーティセカンド・ストリート・スタジオ」の事前予約ができるチケット。当日撮影した画像は、オリジナルホルダーに入れて写真データと共に持ち帰りができる。予約券がない場合は当日空き枠がある場合並んで利用可能。

### 再入場
基本的に再入場は不可。ただし年間パス所持者は例外となる。

### スタジオ・パスから年間パスへのアップグレード
入場当日にパーク内の年間パス・センターにてスタジオ・パスとの差額を支払うことで年間パスに変更可能。

### 転売対策
チケットの不正転売防止のため、転売目的で購入されたスタジオ・パスや特別鑑賞エリア券は無効となり、入場できなくなる。転売によるトラブルには返金対応が行われない。

## 主なサービス
ユニバーサル・スタジオ・ジャパンでは、来場者が快適に楽しめるよう、さまざまなサービスが提供されている。以下に主なサービスを紹介する。

### シングルライダー
シングルライダーは、1人でアトラクションに乗車する際に空席を活用して待ち時間を短縮できるサービスである。混雑状況や時間帯によっては実施されない場合がある。

#### 対象アトラクション
- ドンキーコングのクレイジー・トロッコ（2024年12月11日 - ）
- マリオカート～クッパの挑戦状～（2021年3月18日 - ）
- ハリー・ポッター・アンド・ザ・フォービドゥン・ジャーニー
- ミニオン・ハチャメチャ・ライド（2019年12月21日 - ）
- エルモのゴーゴー・スケートボード
- ハリウッド・ドリーム・ザ・ライド（「ハリウッド・ドリーム・ザ・ライド ～バックドロップ～」は利用不可）
- スペース・ファンタジー・ザ・ライド
- ザ・フライング・ダイナソー
- ジュラシック・パーク・ザ・ライド
- ジョーズ

### チャイルドスイッチ（アトラクション交代利用）
身長制限や健康上の理由でアトラクションを利用できない子どもなどがいる場合に、付き添い者が交代でアトラクションを体験できるサービス。1回分の待ち時間で順番に楽しめる仕組みで、特定の事情がある場合には大人同士でも利用可能である。

#### 対象アトラクション
- ドンキーコングのクレイジー・トロッコ
- マリオカート～クッパの挑戦状～
- ヨッシー・アドベンチャー™
- ハリー・ポッター・アンド・ザ・フォービドゥン・ジャーニー
- フライト・オブ・ザ・ヒッポグリフ
- ミニオン・ハチャメチャ・ライド
- ミニオン・ハチャメチャ・アイス
- フライング・スヌーピー
- ハローキティのカップケーキ・ドリーム
- エルモのゴーゴー・スケートボード
- モッピーのバルーン・トリップ
- ビッグバードのビッグトップ・サーカス
- エルモのバブル・バブル
- ハリウッド・ドリーム・ザ・ライド
- ハリウッド・ドリーム・ザ・ライド ～バックドロップ～
- スペース・ファンタジー・ザ・ライド
- シュレック 4-D アドベンチャー
- セサミストリート 4-D ムービーマジック
- 名探偵コナン 4-D ライブ・ショー ～星空の宝石～
- ザ・フライング・ダイナソー
- ジュラシック・パーク・ザ・ライド
- ジョーズ
- スヌーピーのフライング・エース・アドベンチャー

### よやくのり
「ユニバーサル・ワンダーランド」内の指定アトラクションの乗車時間を予約できるシステムである。2013年に期間限定で導入されたが、好評を受け2014年3月から正式サービスとなった。指定アトラクション付近にある予約発券機で、スタジオ・パスを認証して予約券を発行する。3歳以下の子どもは、発券時に人数を入力する必要がある。

#### 対象アトラクション
- フライング・スヌーピー
- エルモのゴーゴー・スケートボード
- モッピーのバルーン・トリップ
- エルモのバブル・バブル
- スヌーピーのフライング・エース・アドベンチャー

### フォトサービス
アトラクション体験中やキャラクターとの記念撮影時に、クルーが写真を撮影するサービスである。撮影された写真は専用ホルダーに入れて持ち帰ることができる。

#### 対象アトラクション
- スーパースター・プラザ・フォト・オポチュニティ
- ドンキーコング・フォト・オポチュニティ
- ドンキーコングのクレイジー・トロッコ・フォト
- プリンセス・ピーチ・フォト・オポチュニティ
- マリオ&ルイージ・フォト・オポチュニティ
- ヨッシー・アドベンチャー・フォト
- ハリーポッター・アンド・ザ・フォービドゥン・ジャーニー・フォト
- ホグワーツ特急のフォト・オポチュニティ
- デリシャス・ミー！フォト・オポチュニティ
- ハローキティのフォト・ショップ
- フォーティ・セカンド・ストリート・スタジオ〜グリーティング・ギャラリー〜
- ジュラシック・パーク・ザ・ライド・フォト
- フライング・ダイナソー・フォト
- ジョーズ・フォト

### レストラン優先案内サービス
来店時間を指定することで、混雑時でも少ない待ち時間でレストランに案内されるサービスである。2016年4月1日からWeb受付が開始され、電話受付は終了した。

#### 対象レストラン
- パークサイド・グリル
- フィネガンズ・バー&グリル
- SAIDO

### ゲストサポート・パス
身体的な障害などにより、アトラクションの待機列に並ぶことが困難な場合に発行されるパス。待機列以外の場所で待つことが可能となる。予約中は待機時間として扱われ、他のアトラクションには乗車できない。また、アトラクションによっては映像説明などを最後まで視聴できないことがある。

### ライドリストリクションズカード
宗教上の理由や身体的事情で帽子やウィッグなどを外せない場合に、必要に応じて発行されるカードである。これにより、制限が設けられているアトラクションでもフードやクリップを使って安全に利用できる。

## 公式アプリ
ユニバーサル・スタジオ・ジャパンには公式アプリがあり、パークの体験をより便利にするために活用できる。アプリはiOSおよびAndroid端末に対応しており、パーク側も積極的な利用を推奨している。主な機能は以下のとおりである。

### パークマップの表示
アプリ内のパークマップでは、アトラクション、レストラン、グッズショップ、サービス施設、化粧室などの位置が表示される。さらに、自分の現在地も一目で確認できるため、移動がスムーズになる。

### アトラクション待ち時間・ショースケジュールの表示
全アトラクションの待ち時間やショーの公演スケジュールがリアルタイムで更新される。これにより、スタジオインフォメーションボードまで足を運ぶ必要がなくなり、効率的にパークを楽しめる。

### アトラクション整理券・エリア入場整理券・エリア入場抽選券の発行（e整理券）
アトラクションやエリアへの入場に必要な整理券を、パーク内の発券所に行かずにアプリ上で取得できる。整理券の取得は入場後に可能であり、事前にチケット登録が必要となる。

### スーパー・ニンテンドー・ワールドの記録・エリアマップの表示
『スーパー・ニンテンドー・ワールド』では「パワーアップバンド・キー・チャレンジ」の進行状況や、集めたコインやスタンプ、マリオカートのスコアを確認できる。また、他のゲストとスコアを競うランキング機能も利用可能である。

## エリア
パーク内はエントランスを含めて10のエリアに分かれており、それぞれ異なるテーマで構成されている。各エリアでは、アメリカ各地の街並みや映画の舞台となった風景が再現されており、訪れたゲストが作品の世界に入り込んだような体験を楽しめる。

## 期間限定アトラクション

### ウォークスルー型アトラクション
建物内を歩きながら、コラボ作品の世界観を楽しむアトラクション。初期のコラボイベント開催時から登場しており、「ステージ18」「ステージ22」「パレスシアター」で実施されることが多い。近年では『名探偵コナン・ザ・エスケープ』『モンスターハンター・ザ・リアル』『進撃の巨人・ザ・リアル』といった『ユニバーサル・クールジャパン』のイベントや、『カルト・オブ・チャッキー〜チャッキーの狂気病棟』『バイオハザード・ザ・エクストリーム』『ゲゲゲの鬼太郎・ザ・リアル〜祟られた廃村〜』『ユニバーサル・モンスターズ〜レジェンド・オブ・フィアー〜』などの『ハロウィーン・ホラー・ナイト』期間中に登場することが多い。

### XR WALK
2022年に登場した新施設で、VRゴーグルなどの機材を装着し、施設内を自由に歩き回りながらコラボ作品の世界観を体感できる。「ステージ18」で実施され、「モンスターハンターワールド：アイスボーンXR WALK」は大好評を受けて約1年間延長され、2024年に再登場した。

#### 歴代のXR WALK
- 2022年：モンスターハンターワールド：アイスボーンXR WALK
- 2023年：同アトラクション継続開催
- 2024年：同アトラクション復活開催

### ショー・アトラクション
シアター施設や屋外ステージで、リアルキャストがコラボ作品の世界観を再現するショー。過去には『ピーターパンのネバーランド』『進撃の巨人・ザ・リアル』『ルパン三世・ザ・ライブ』『ワンピース・プレミアショー』『シャーロック・ホームズ〜呪われた薔薇の剣〜』などが開催されていた。

### 4-Dアトラクション
3D映像と座席の振動や水しぶきなどの特殊効果で、コラボ作品の世界観を楽しむアトラクション。開催場所は「シネマ 4-D シアター」で、常設の『セサミストリート 4-D ムービーマジック』『シュレック 4-D アドベンチャー』の上映を休止して実施される。『ユニバーサル・クールジャパン』期間中の『進撃の巨人・ザ・リアル 4-D』『ゴジラVSエヴァンゲリオン・ザ・リアル 4-D』『美少女戦士セーラームーン・ザ・ミラクル 4-D』『ハンター×ハンター・ザ・リアル 4-D』や、『ジャンプ・サマー』期間中の『ジョジョの奇妙な冒険・ザ・リアル 4-D』『ドラゴンボール超・ザ・リアル 4-D』などがある。最近では『ブラッド・レジェンド』（『ハロウィーン・ホラー・ナイト』）や『呪術廻戦・ザ・リアル 4-D』などが人気を集めている。

### エンターテイメント・レストラン
ショーと食事を同時に楽しめるコラボレストラン。事前に有料チケットの購入が必要で、近年は『名探偵コナン・ミステリーレストラン』や『サンジの海賊レストラン』が開催されている。会場は「ロンバーズ・ランディング」で行われる。

### テーマ・レストラン（コラボレストラン）
作品の世界観や料理を楽しめるコラボレストラン。エンターテイメント・レストランとは異なり、事前チケットは不要。パーク内の常設レストランのように、席に着いて注文し、食後に支払いを行う。過去には『鬼滅の刃 藤の花の食事処』や『呪術廻戦 都立呪術高専食堂』が登場し、キャラクターのクロノイドと記念撮影できるサービスが提供される場合もある。

### ウォークラリー／クイズラリー
パーク内を歩きながらミッションをクリアするアトラクション。無料で参加できる『名探偵コナン・ミステリーチャレンジ』や『SPY×FAMILY シークレット・ミッション』だけでなく、有料の『鬼滅の刃 鬼殺隊特別訓練ラリー』などがある。

## シーズナルイベント

### ユニバーサル・クールジャパン
毎年冬〜夏にかけて行うイベント。2015年から開始され、数多くの日本発祥の人気ゲームやアニメとコラボレーションし、期間限定アトラクションやレストラン、エンターテイメントが一度に多数登場する。コラボ作品や内容は毎年変更される。2021年は諸事情のため中止されたが「名探偵コナン・ワールド」を規模を縮小して単独開催された。

### ユニバーサル・イースター・セレブレーション
毎年春に行うシーズナルイベント。「ユニバーサル・ワンダーランド」「ミニオン・パーク」がイースター装飾になり、イースターの衣装を着たキャラクターと触れ合ったり「たまご探しラリー」をして遊ぶことができるエンターテイメントが登場する。

### サマーイベント
毎年夏（ワンピース・プレミア・サマーは夏〜秋）に行うシーズナル・期間限定イベント。毎年水でずぶ濡れになり楽しむデイパレードが開催される。他にも期間限定ショーやグリーティングが行われる。また「ワンピース・プレミア・サマー」も開催され「ワンピース・プレミアショー」「ワンピース・ウォーター・バトル」などの期間限定ショーなどが行われる。

### ハロウィーンイベント
毎年秋に行うシーズナルイベント。昼はハロウィーン衣装を着たキャラクターとグリーティングや「トリック・オア・トリート」などが開催されハロウィーン気分を味わうことができる。夜はパークのあちこちからゾンビが出現する「ハロウィーン・ホラー・ナイト」が開催される。また期間限定で多数のホラーアトラクションも導入される。

### クリスマスイベント
毎年冬〜翌年の成人の日までに行うシーズナルイベント。毎年ニューヨーク・エリアの奥にギネス世界記録™️を持つ巨大クリスマスツリーが設置される。昼はクリスマス衣装を着たキャラクターとグリーティングやクリスマスショーなどが開催され、夜はイルミネーションやナイトショー（「天使のくれた奇跡」シリーズや、「クリスタルの約束」など）が開催されている。

### カウントダウン・パーティ
毎年大晦日〜正月にオールナイトで行うシーズナルイベント。年越し前はグラマシーパークにてアーティストのショーやシーズナルイベントのスペシャルショーが開催される。グラマシーパークとラグーンでカウントダウンを行う「カウントダウン・モーメント」では壮大な花火が打ち上げられる。また大晦日の夜〜正月の夜までアトラクションを楽しめる「アトラクション・オールナイト」も開催される。なお大晦日の夜〜正月の早朝までは「パーティ・パス」を持ったゲストしか入場することができない。

## 終了したエリア、アトラクション

### 終了したエリア

#### ウエスタン・エリア
2006年5月7日終了。
開業当初、「ユニバーサル・ワンダーランド」の場所にあった西部劇映画をテーマとしたエリア。『駅馬車』や『シェーン』などの映画セットがそのまま情景として再現されていた。後に「ランド・オブ・オズ」を経て「ユニバーサル・ワンダーランド」へとリニューアルされた。「ザ・ワイルド・ワイルド・ワイルド・ウエスト・スタント・ショー」や「アニマル・アクターズ・ステージ」などがあった。跡地には、2023年時点で「ユニバーサル・ワンダーランド」が設置されている。

## 受賞歴
ユニバーサル・スタジオ・ジャパンでは、アトラクションやショー（終了したものを含む）が国内外で数々の賞を受賞している。以下に、その主な受賞歴を紹介する。
2002年、アニメ制作の舞台裏を体験できるアトラクション「アニメ・セレブレーション」が、優れたエンターテインメント施設に贈られる「THEA賞 アトラクション部門アウトスタンディング・アチーブメント賞」を受賞した。
2004年には、人気アトラクション「アメイジング・アドベンチャー・オブ・スパイダーマン・ザ・ライド」が、アメリカ・アミューズメント トゥデイ紙による「ゴールデンチケットアワード 最優秀屋内ライド部門」を受賞した。
2007年には、ラグーンで上演されたウォータースペクタクルショー「ピーターパンのネバーランド」が、「THEA賞 イベント・スペクタキュラー部門アウトスタンディング・アチーブメント賞」を受賞。ピーターパンが空を舞う演出が話題を集めた。
2009年には、クリスマスシーズンのショー「天使のくれた奇跡」が、国際アミューズメントパーク協会（IAAPA）主催の「ビッグEアワード」で「総合プロダクション（予算200万ドル以上）」部門の最優秀賞を受賞した。同じ年には、夜のパレード「マジカル・スターライト・パレード」も同賞の特別賞を獲得している。
2011年には、「スペース・ファンタジー・ザ・ライド」が、「THEA賞 アトラクション部門アウトスタンディング・アチーブメント賞」を受賞。さらに、「ハリー・ポッター・アンド・ザ・フォービドゥン・ジャーニー」も「ゴールデンチケットアワード 最優秀屋内ライド部門」に選出され、話題を集めた。
2012年には、同パークのエンターテイナーであるピーター・ヴァウターが、IAAPA主催の「ブラス・リング・アワード」で「ライブ・エンターテインメント・エクセレンス部門 最優秀男性パフォーマー賞」を受賞している。
2013年には、カラフルなパフォーマンスが特徴の「ユニバーサル・レインボー・サーカス」が、IAAPA主催の「ブラス・リング・アワード」で「ライブ・エンターテインメント・エクセレンス部門 最優秀総合プロダクション（予算100万ドル以上）」賞を受賞した。さらに、クリスマスシーズンのショー「天使のくれた奇跡Ⅱ 〜The Song of an Angel〜」が「THEA賞 ライブ・ショー部門 アウトスタンディング・アチーブメント賞」を受賞し、その演出が高く評価された。
2021年には、「スーパー・ニンテンドー・ワールド」と、エリアのメインアトラクション「マリオカート 〜クッパの挑戦状〜」が、「THEA賞 アウトスタンディング・アチーブメント部門」で評価された。
2022年には、XR技術を駆使した体験型アトラクション「モンスターハンターワールド：アイスボーンXR WALK」が、VR業界で権威ある「第6回VR Awards」の「VRロケーションベース・エンターテイメント・オブ・ザ・イヤー部門」のファイナリストに選出された。

## マーケティング・パートナー
ユニバーサル・スタジオ・ジャパン（USJ）は、多数の企業とマーケティング・パートナーシップを締結し、アトラクションや施設において相互にマーケティング活動を展開している。パートナー企業は、アトラクション内外での看板設置やキューラインモニターでの企業ロゴ・ビジョンの表示、商品の提供などを通じて、ゲスト体験の向上とブランド認知の拡大を図っている。
主要なパートナーシップの例として、NIPPON EXPRESSホールディングス株式会社が「マンハッタンシアター」に協賛しているほか、アート引越センター株式会社は車椅子やベビーカーのレンタルサービスに加え、『ミニオン・パーク』のゲーム「スペース・キラー」にも協賛している。日本コカ･コーラ株式会社とコカ・コーラボトラーズジャパン株式会社は、「スペース・ファンタジー・ザ・ライド」やレストラン「メルズ・ドライブイン」「ハピネス・カフェ」などの施設を協賛している。
大和ハウス工業株式会社が「ハリウッド・ドリーム・ザ・ライド」に、株式会社エディオンは「シネマ 4-D シアター」や「ミニオン・ハチャメチャ・アイス」などに協賛している。さらに、日本航空株式会社（JAL）は「ミニオン・ハチャメチャ・ライド」を、株式会社ジェーシービー（JCB）は「ザ・フライング・ダイナソー」を協賛している。
旅行業界からは、株式会社JTBが「ウォーターワールド」と「ユニバーサル・トラベル」のオフィシャル・トラベル・パートナーとして参画。通信業界では、JCOM株式会社と株式会社ジェイコムウエストが「イルミネーション・シアター」を協賛している。日本生命保険相互会社が「フライング・スヌーピー」を、株式会社NTTドコモは「スタジオ・インフォメーション・ボード」を協賛している。
小売・金融分野では、イオンフィナンシャルサービス株式会社が「ミニオン・マーケットプレイス」を、株式会社イオン銀行が「ユニバーサル・スタジオ・ジャパン第二出張所」を協賛。さらに、B-R サーティワンアイスクリーム株式会社が「アミティ・アイスクリーム」に店舗を展開し、伊藤ハム株式会社は「ディスカバリー・レストラン」を、日本郵便株式会社は「ホームデリバリーサービス」を協賛している。
そのほか、キユーピー株式会社が「ビバリーヒルズ・ブランジェリー」を、株式会社ローソンがスタジオ・パスをローソンチケットで販売。株式会社三井住友銀行は「ユニバーサル・スタジオ・ジャパン出張所」を協賛し、三井住友カード株式会社は「ジョーズ」「ロデオドライブ・スーベニア」「カルフォルニア・コンフェクショナリー」を協賛している。NTTコミュニケーションズ株式会社は「セントラル・パーク」を、サントリー株式会社は「フィネガンズ・バー&グリル」と「パークサイド・グリル」を協賛している。
このほか、日本電気株式会社（NEC）や西日本旅客鉄道株式会社（JR西日本）、Alipay、ネットワンシステムズ株式会社もパートナーとして参画。アメリカン・エキスプレスは「ユニバーサル・VIP・エクスペリエンス・グループ・ツアー～スーパー・ニンテンドー・ワールド～」を協賛し、イオンモール株式会社はオフィシャル・イベント・パートナーとして参画している。サンスター株式会社はクルー向けに歯磨き粉などを提供し、あいおいニッセイ同和損害保険株式会社はゲスト向けの保険やサービスを開発している。

### 過去のマーケティング・パートナー
過去にUSJとパートナーシップを結んでいた企業も多い。富士フイルムイメージングシステムズは「フォーティセカンド・ストリート・スタジオ～グリーティング・ギャラリー～」や「ジュラシック・パーク・ザ・ライド」を協賛していた。日本電気（NEC）は「ターミネーター 2:3-D」を、JTBは「バックドラフト」や「スペース・ファンタジー・ザ・ライド」を協賛していた。
日本生命保険相互会社は「スヌーピーのグレート・レース」に、東芝は「スタジオ・インフォメーションボード」や「チケットブースデジタルサイネージ」に協賛していた。王子製紙は2010年3月16日まで「アニメ・セレブレーション」に協賛。エヌ・ティ・ティ・ドコモ関西やNTTドコモは「E.T.アドベンチャー」や関連キャンペーン、「スペース・ファンタジー・ザ・ライド」に協賛していた。
その他、キリンビールが「ピーターパンのネバーランド」や「ロンバーズ・ランディング」、三井住友カード株式会社は2013年9月29日まで「バックドラフト」に協賛していた。パナソニック株式会社は「ターミネーター 2:3-D」に、野村證券株式会社は2016年3月31日まで「アメージング・アドベンチャー・オブ・スパイダーマン・ザ・ライド 4K3D」や「アニマル・アクターズ・ステージ」に協賛していた。
日本航空（JAL）は「アメージング・アドベンチャー・オブ・スパイダーマン・ザ・ライド 4K3D」や「バック・トゥ・ザ・フューチャー・ザ・ライド」を、日本コカ・コーラとコカ・コーラボトラーズジャパン（旧コカ・コーラウエスト）は、2018年と2019年の「ウォーター・サプライズ・パレード」と「ユニバーサル・サマー・パレード 〜ウィ・アー・ワン〜」に協賛していた。
そのほか、トヨタ自動車が「バック・トゥ・ザ・フューチャー・ザ・ライド」を、全日本空輸（ANA）は「ジョーズ」に、アサヒビールは「フィネガンズ・バー＆グリル」に協賛していた。ホンダカーズ大阪は「ユニバーサル・スタジオ・ジャパン 納車センター」を、サントリーは「スタジオ・スターズ・レストラン」を、UCC上島珈琲は「ビバリーヒルズ・ブランジェリー」に協賛していた。
さらに、BIGLOBEは「オフィシャル・プロバイダー・サービス」を、髙島屋は「オフィシャル・イベント・パートナー」を、日清フーズ株式会社は「ルイズN.Y.ピザパーラー」に協賛。JCOM株式会社は2015年7月1日から2019年8月20日まで「ユニバーサル・モンスター・ライブ・ロックンロール・ショー」に協賛していた。
ベネッセコーポレーションは2010年3月17日から2016年5月31日まで「アニメ・セレブレーション」に協賛し、ミスタードーナツは「ハローキティのカップケーキ・ドリーム」を、はごろもフーズは「フェスタ・デ・パレード」に協賛していた。その他にも、コニカミノルタ、WOWOW、角川グループホールディングス、読売新聞大阪本社、朝日新聞社、近鉄百貨店、近鉄不動産などがパートナーとして名を連ねていた。

## ゲーム
2001年12月7日には、ケムコよりUSJを疑似体験できるゲーム『ユニバーサル・スタジオ・ジャパン・アドベンチャー』が発売された。このゲームは、パーク内のアトラクションや施設をバーチャルで楽しむことができ、USJの雰囲気を自宅で味わえる内容となっている。
続いて、2003年9月18日には、コナミが『WELCOME TO UNIVERSAL STUDIOS JAPAN』を発売した。本作もパークの魅力を再現し、USJの世界観をゲームを通じて楽しめる内容となっている。
これらのゲームは、USJを実際に訪れることが難しいユーザーにもパーク体験を提供するコンテンツとして注目された。

## 金融機関
パーク敷地内には、三井住友銀行、イオン銀行のATMが設置されている。過去には、三菱UFJ銀行（UFJ銀行時代から所在）やりそな銀行も出張所を設置していたが、いずれも2018年までに撤退した。

## ギャラリー

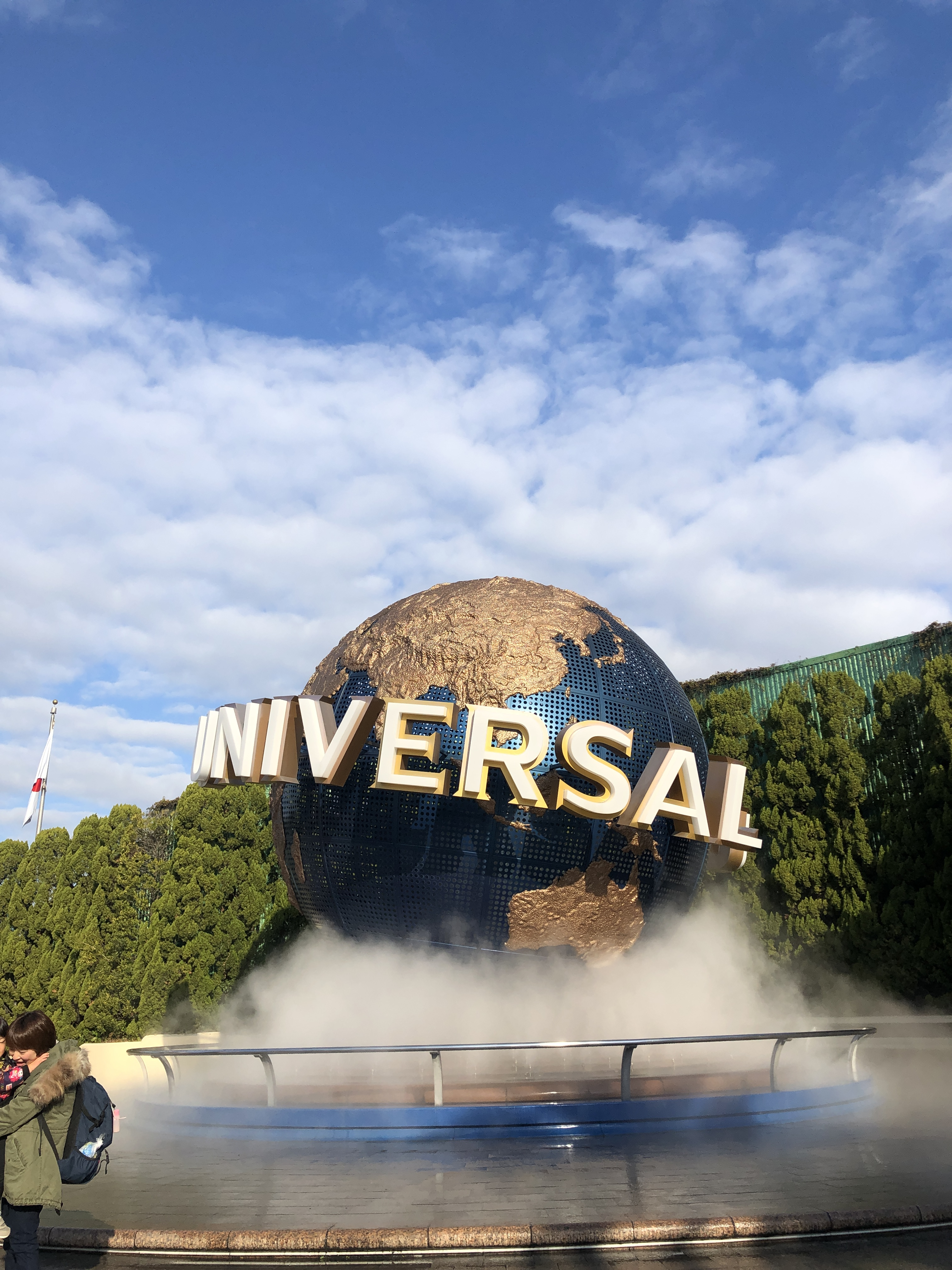
ユニバーサル・グローブ（2019年）
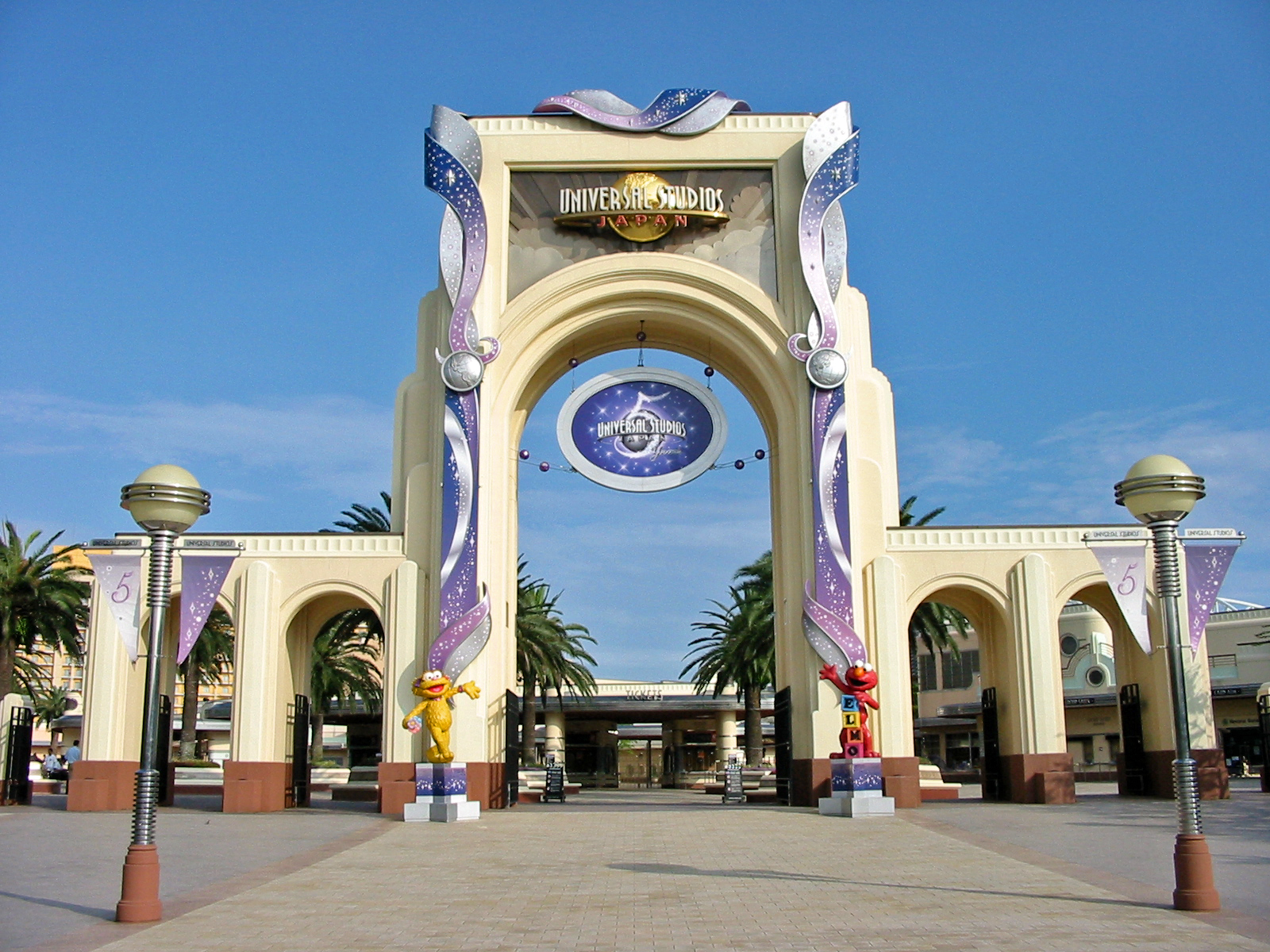
5周年記念のアーチゲート（2006年）
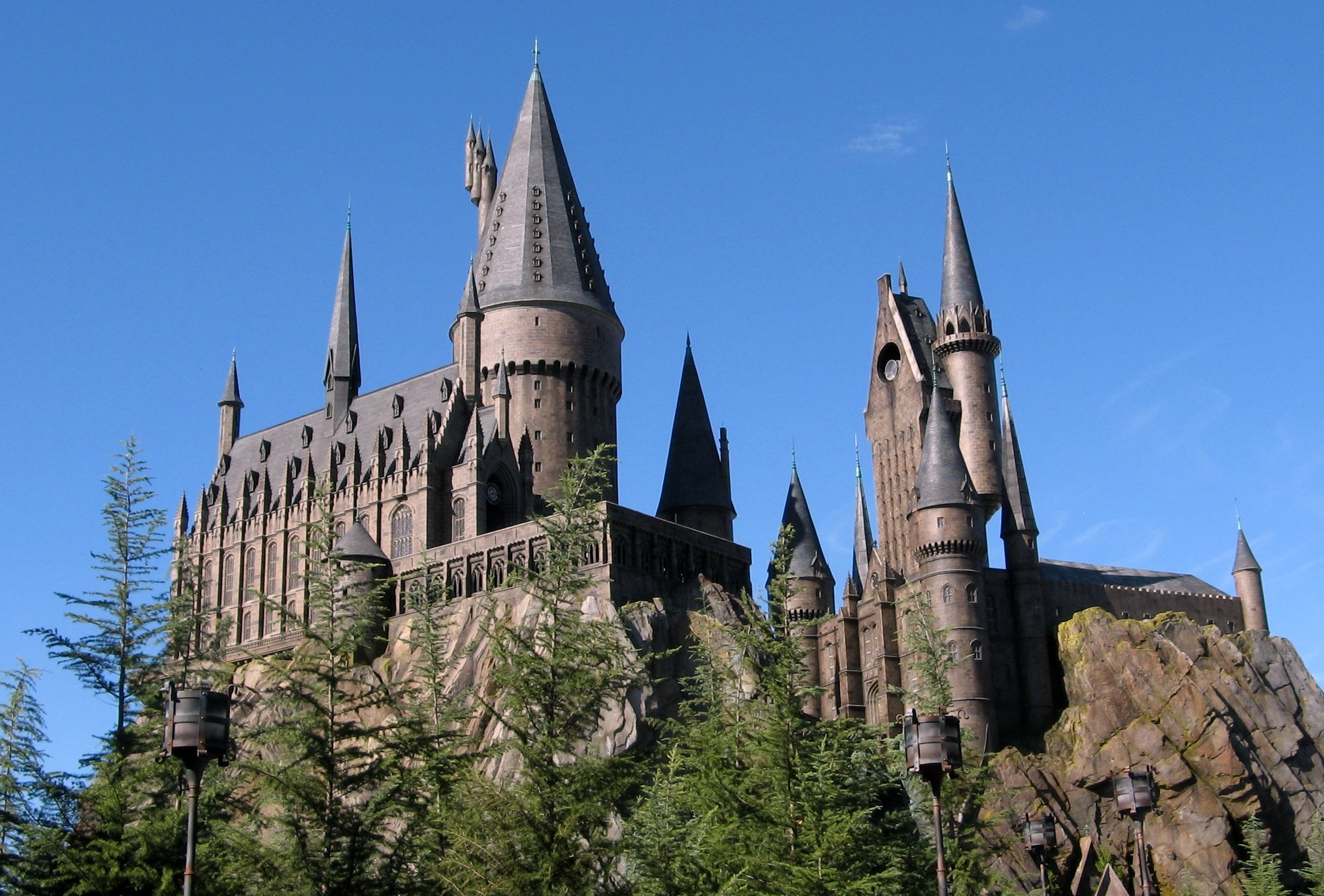
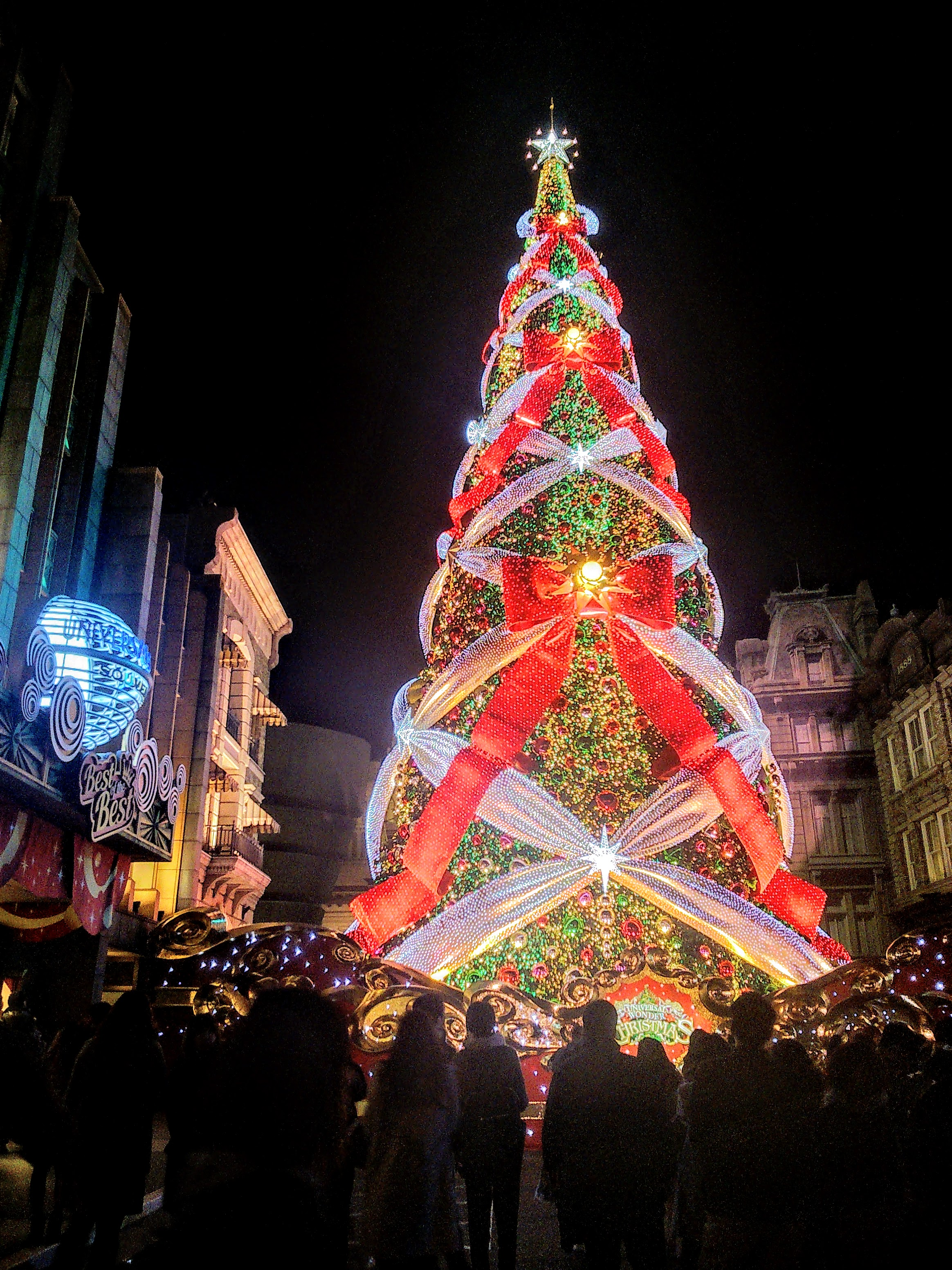
『ウィザーディング・ワールド・オブ・ハリー・ポッター』の[[ホグワーツ城]]（2010年）
- クリスマスツリー（2016年）
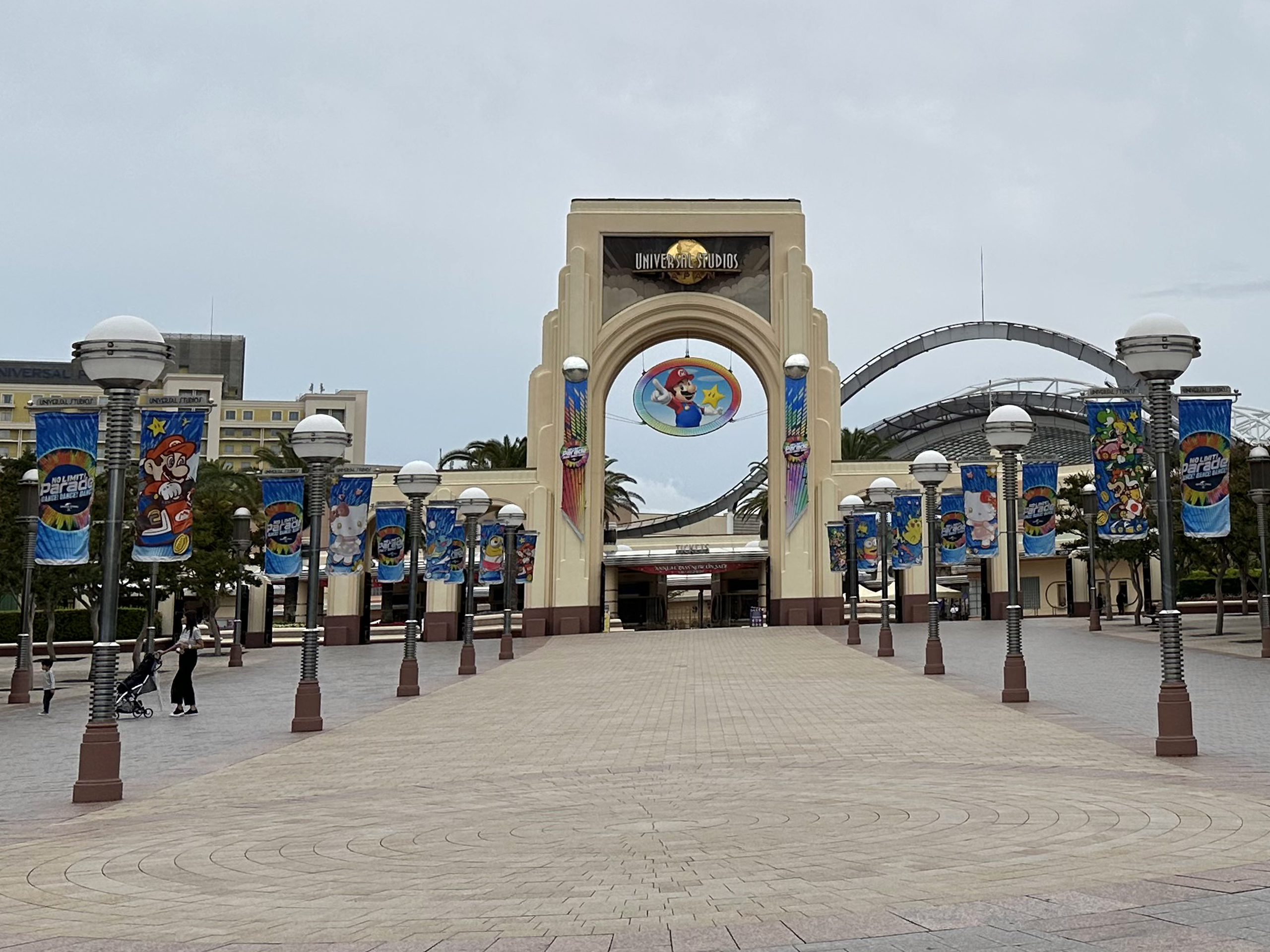
『スーパー・ニンテンドー・ワールド』オープン当時のアーチゲート（2023年）
『スーパー・ニンテンドー・ワールド』の「スーパーマリオ・ランド」の様子（2024年）

## 交通・アクセス方法
ユニバーサル・スタジオ・ジャパンへのアクセスは、鉄道、船舶、バスなど複数の手段が利用できる。
鉄道の場合、JR桜島線（JRゆめ咲線）ユニバーサルシティ駅からパークのエントランスまで徒歩約5分で到着する。
船舶の場合、キャプテンラインを利用して海遊館西はとば（天保山ハーバービレッジ）からユニバーサルシティポート（船着場）まで約10分でアクセス可能。ユニバーサルシティポートからパークまでは徒歩数分の距離にある。
バスの場合、伊丹空港、関西国際空港、神戸市内などの近隣地域から直通の昼行バスが運行しているほか、中部地方など中距離都市からのアクセスも可能。さらに、全国各地からの夜行バスも運行しており、遠方からのアクセスにも対応している。
このように、ユニバーサル・スタジオ・ジャパンは多様な交通手段を通じて、国内外からアクセスしやすい立地となっている。

## パートナーホテル
- オフィシャルホテル
  - ホテル近鉄ユニバーサル・シティ
  - ホテル ユニバーサル ポート
  - オリエンタルホテル ユニバーサル・シティ（旧：ホテル京阪 ユニバーサル・シティ）
  - ホテル京阪 ユニバーサル・タワー（旧：ホテル日航ベイサイド大阪）
  - ザ パーク フロント ホテル アット ユニバーサル・スタジオ・ジャパン
  - ザ シンギュラリ ホテル&スカイ スパ アット ユニバーサル・スタジオ・ジャパン
  - ホテルユニバーサルポート・ヴィータ
- アライアンスホテル
  - リーガロイヤルホテル大阪 ヴィニェット コレクション
  - 帝国ホテル大阪
  - ホテル日航大阪
  - 大阪マリオット都ホテル
  - ホテルニューオータニ大阪
  - OMO7大阪 by 星野リゾート
  - センタラグランドホテル大阪
  - シェラトン都ホテル大阪
- アソシエイトホテル
  - アートホテル大阪ベイタワー
  - カンデオホテルズ大阪なんば
  - ホテルグランヴィア大阪
  - ホテルシーガルてんぽーざん大阪
  - クインテッサホテル大阪ベイ
  - 神戸ベイシェラトン ホテル&タワーズ
  - ホテルヒューイット甲子園
  - ホテルユニバーサルポート・ヴィータ
- その他パートナーホテル
  - カンデオホテルズ大阪岸辺
  - カンデオホテルズ大阪ザ・タワー
  - カンデオホテルズ大阪心斎橋
  - カンデオホテルズ大阪枚方
  - なんばオリエンタルホテル
  - フォールズホテル近鉄大阪難波
  - ホテルヴィスキオ大阪
  - ホテル オリエンタル エクスプレス 大阪心斎橋
  - ホテル日航関西空港
  - ホテルマイステイズ大手前
  - ホテルマイステイズ堺筋本町
  - ホテルマイステイズ新大阪コンファレンスセンター
  - ホテルマイステイズ心斎橋
  - ホテルマイステイズプレミア堂島
  - ホテルマイステイズ御堂筋本町
  - ホリデイ・イン大阪難波
  - 都シティ 大阪天王寺
  - 都シティ 大阪本町
  - リーガプレイス肥後橋
  - あわじ浜離宮
  - 淡路夢泉景
  - 神戸メリケンパークオリエンタルホテル
  - 渚の荘　花季
  - プラザ淡路島
  - ホテルヴィスキオ尼崎
  - ホテルオークラ神戸
  - ホテルニューアワジ
  - 都ホテル尼崎
  - 夢海遊淡路島
  - ウェスティン都ホテル京都
  - オリエンタルホテル京都 六条
  - 坂のホテル京都
  - ホテルマイステイズ京都四条
  - 都シティ 近鉄京都駅
  - リーガグラン京都
  - リーガプレイス京都 四条鳥丸
  - リーガロイヤルホテル京都
  - 奈良ホテル
  - 奈良万葉若草の宿三笠
  - ホテル日航奈良
  - 蒼の湖邸 ビワフロント彦根